# Robert Parker (ruimtevaarder)
Robert Allan Ridley Parker (New York, 14 december 1936) is een voormalig Amerikaans ruimtevaarder. Parkers eerste ruimtevlucht was STS-9 met de spaceshuttle Columbia en vond plaats op 28 november 1983. Tijdens de missie deed de bemanning voor het eerst wetenschappelijk onderzoek in het Spacelab.
In totaal heeft Parker twee ruimtevluchten op zijn naam staan. Hij stond gepland om deel te nemen aan de geannuleerde ruimtevlucht STS-61-E. In 1993 verliet hij NASA en ging hij als astronaut met pensioen.